# Salacia wenzelii
Salacia wenzelii är en benvedsväxtart som beskrevs av Merrill. Salacia wenzelii ingår i släktet Salacia och familjen Celastraceae. Inga underarter finns listade.